# Античка Атина
Античка Атина (Атена; антгрч. Ἀθῆναι [Athênai — Атенаи, модерно Athínai — Атинаи]) је била јонски полис, основан на полуострву Атици, у плодној равници подножја планине Химета. Њен успон је почео када је читава Атика, у којој је постојало неколико независних заједница, уједињена под њеном влашћу. Атина је у првим столећима своје богате историје била потресена сукобима аристократије и народа (демоса) који се борио за политичка права. Та борба је на крају изнедрила демократију - у којој су сви слободни Атињани учествовали у управљању.

## Уједињење Атике
Атика је претежно брдовито полуострво у средњој Грчкој. Обрадиве земље има на обалама мора и у равницама око градова Атине и Елеусине. У најстарије доба, Атика је била подељена на неколико мањих, независних краљевина. Међу њима се нарочито истицала Атина, која их је временом подвргла својој власти. Уједињење Атике приписано је Тезеју, митском краљу Атине (12. век п. н. е.). Тај процес је у ствари трајао неколико стотина година. Када је окончан, Атина је постала управно, политичко, привредно и културно средиште Атике.

## Друштвено уређење Атине
Атинско друштвено уређење било је слично као и у већини полиса хеленског света. Грађани су се делили на аристократију и демос. Аристократе су били људи племенитог порекла. Сматрало се да њихови родови потичу од хеленских богова. Атињани су их звали еупатридима, што значи рођени од племенитих очева. Они су живели у самој Атини, или на великим земљишним поседима у плодној равници око града. Демос, тј. народ, чинили су сељаци, занатлије и трговци. Сељаци су углавном живели у унутрашњости Атике, где су обрађивали своје земљишне поседе. Неки од њих су временом толико осиромашили да су бивали приморани да обрађују земљу еупатрида, дајући им једну шестину приноса. Како је у Атици било релативно мало обрадиве земље, бројни грађани морали су се посветити занатима и трговини. Они су пребивали у мањим насељима дуж обала Атике и у самој Атини. У граду је, на пример, постојала четврт грнчара која се звала Керамикос.
Сваки имућнији Атињанин поседовао је робове. Они су били његово власништво; могао је да их прода, поклони или ослободи, по својој жељи. Положај робова се разликовао и зависио је од дужности које су обављали. Најчешће су помагали у обрађивању земље и гајењу стоке. Неки су радили као слуге или лекари у кућама својих господара; они ученији васпитавали су њихову децу. Поједини робови су за своје господаре водили занатске радионице или трговачке радње. У најтежем положају су били робови који су радили у рудницима. Свакодневно су излагали живот опасности, силазећи у загушљива и мрачна рударска окна. Неки робови су у млиновима окретали жрвње за млевење жита. У Атини је постојало и ропство за дуг: сиромашни људи су се задуживали код богатих; када не би могли да врате дугове, падали су у дужничко ропство са члановима своје породице.

## Државно уређење Атине
Атином су у најстарије доба владали краљеви, тј. базилеуси. Њихову власт су најпре ограничили, а затим и укинули еупатриди. Да би се оправдало, укидање краљевске власти заогрнуто је велом легенде. Последњи атински краљ, Кодро, погинуо је у рату против Дораца са Пелопонеза. Пошто је сазнао за пророчанство да ће победити страна која изгуби краља, прерушио се у дрвосечу и отишао у непријатељски логор. Тамо је напао дорске војнике и јуначки погинуо у боју. После његове смрти Атињани више нису бирали краљеве јер није било грађанина достојног да га наследи.
Укидањем монархије сва власт у атинској држави прешла је у руке еупатрида. Из њихових редова бирана су деветорица архоната. Њихова власт је у почетку била доживотна и због тога слична краљевској. Потом је ограничена, најпре на десет, а затим на годину дана. Први међу архонтима звао се архонт-епоним који је имао управну и судску власт. Други је био архонт-базилеус који је имао религијску власт, трећи је био архонт-полемарх, који је имао војну власт, а истовремено је регулисао односе са метецима (странцима стално настањеним у Атини, који су били слободни, али без политичких права), а осталих шест су били архонти-тесмотети који су контролисали рад осталих функционера. Архонти су атинском државом управљали заједно са ареопагом, већем које је назив добило по брду посвећеном богу Аресу, на коме је заседало. У ареопаг су улазили некадашњи архонти. Ово веће је надгледало све државне послове и чувало атинске законе. У Атини, као и у Спарти, постојала је и народна скупштина - еклесија. Њу су чинили сви слободни атински грађани. У најстаријем периоду она није имала значајнију улогу у управљању Атином.

## Драконови закони
Као и у другим државама старог света, и у Атини се од најстаријих времена судило по обичајном праву. Прве писане законе тзв. Дракослове донео је законодавац Дракон, 621. п. н. е. Његове одредбе изгубљене су у тами прохујалих столећа, али се још у старом веку сматрало да су биле изузетно строге. Један атински беседник је рекао да су Драконови закони „били писани крвљу, а не мастилом“. Због тога се израз „драконски закони“ и данас користи за изузетно строге законске одредбе.

## Солонове реформе
Припадници атинског демоса били су незадовољни својим положајем у држави. Људи који су се обогатили бавећи се занатством и трговином желели су да учествују у власти равноправно са еупатридима. Због тога су Атину често потресале политичке борбе. Из њих се на крају родило ново државно уређење - демократија, у којем сва власт припада демосу, тј. народу.
Први корак ка успостављању демократије биле су Солонове реформе. Он је 594. године п. н. е. изабран за архонта, са посебним овлашћењем да донесе нове законе. Солон је грађане Атине поделио према годишњим приходима у житу, вину и уљу на четири разреда. Сваки од тих разреда имао је одређена права у политичком животу. Служба архонта била је доступна само припадницима прва два разреда, који су били најимућнији. Грађани прва три разреда имали су право да заседају у Већу четири стотине, које је установио Солон. Оно је претресало сва питања која је требало изнети пред еклесију. Припадници четвртог разреда могли су само да заседају и гласају у народној скупштини. Солон је овом реформом умањио значај и улогу еупатрида у политичком животу Атине. Сада су у вођењу државних послова могли да учествују и имућни људи који нису били племенитог порекла.
Друга Солонова мера била је укидање и забрана дужничког ропства. Солон је ослободио све људе које су поробили богати повериоци. Грађане продате у иностранству откупио је и вратио у отаџбину. Солон је предузео и низ мера које су допринеле економском развоју Атине. Пошто је један од главних пољопривредних производа било маслиново уље, забранио је извоз свих других производа. Атински трговци су на страним тржиштима могли продавати само уље. Знајући да у Атици има мало обрадиве земље, која је хранила релативно мали број грађана, Солон је подстицао развој занатства. Пошто су се чланови ареопага и архонти заклели да ће поштовати његове законе, одредио је да они важе сто година и напустио Атину.

## Економија
Грађани Атине су се бавили трговином, занатством, пољопривредом и бродоградњом. Из Атине се могло извозити маслиново уље и вино, али не и житарице.овоје подстицало гајење маслина и винове лозе, а исто тако трговине и занатства.

## Пизистратова тиранија
Пизистрат је био атински тиранин који је припадао угледном еупатридском роду. У политичким борбама које су Атину потресале после Солонових реформи предводио је осиромашене сељаке из унутрашњости Атике. Власт у Атини је освојио послуживши се лукавством: сам је себе ранио и довезао се у град вичући да су га напали његови политички противници. Еклесија му је на то доделила телесну стражу. Уз њихову помоћ, Пизистрат је лако освојио атински Акропољ и власт у Атини. Пизистратова тиранија запамћена је као доба благостања и напретка. Тиранин се старао за добробит свих својих поданика. Сиромашним сељацима без земље поделио је поседе својих противника који су побегли из Атике. Поред тога, често им је давао зајмове да би могли да живе од обрађивања земље. Установио је судове у сеоским општинама, да сељаци због суђења не би напуштали своје њиве и долазили у град. Сматрао је да ће, ако буду заузети свакодневним пословима, изгубити интересовање за политичким животом. Пизистрат се старао и за живот људи у самој Атини. Изградио је велику чесму са девет отвора за воду, изградио многобројне храмове, и за време његове владавине Атина је доживела велики културни полет. Извори бележе да су у његовом времену записане Илијада  и Одисеја. Умро је 527. п. н. е., а наследили су га његова два сина, по којима је тиранија постала омражена у Атини.

## Клистеново законодавство
Одласком тираније из Атине наступили су нови политички сукоби између аристократије и демоса. Немире је окончао законодавац Клистен. Поделио је атинске грађане на десет територијалних фила. Свака од тих фила давала је педесет представника у Веће пет стотина, које је заменило Веће четири стотина. Свака фила имала је по 500 представника, а потом се избор њих 50 вршио бацањем коцке. Клистену се преписује и увођење остракизма. Ово је у почетку била мера уперена против људи који су желели да обнове тиранију у Атини, али се убрзо претворила у средство политичког разрачунавања међу неистомишљеницима. За остракизам је сазивана еклесија, и гласање је било тајно. Да би се могла састати еклезија поводом остракизма било је неопходно присуство 6000 пуноправних атинских грађана. Остракизовани су у изгнанству остајали десет година, али нису губили имовину и грађанска права. Неки Атињани, иако прогнани на десет година, враћали су се у овај полис смештен на полуострву Атика и раније (то је случај са Аристидом од кога су Атињани тражили помоћ), а други су пак остајали заувек изван атинског полиса (Темистокле, који је био толико разочаран што је прогнан, да је прешао на персијску страну).

## Пелопонески рат
Пелопонески рат (стгрч. Πελοποννησιακός Πόλεμος) (431. п. н. е. - 404. п. н. е.) је био дуготрајни оружани сукоб у Античкој Грчкој између Делског и Пелопонеског савеза. Делски савез је био предвођен Атином, док Пелопонески савез је био предвођен Спартом. Рат је почео 431. п. н. е. између Атине и Спарте и завршио се поразом Атине, 404. п. н. е. када је Спарта испоставила своју доминацију на Хеленским светом.